# O Exilado (romance)
Bannlyst (em português "O Exilado") é um romance da escritora sueca Selma Lagerlöf, primeira mulher laureada com o Prêmio Nobel de Literatura. Foi publicado originalmente em 1918. Neste romance, Lagerlöf manifesta sua reprovação contra a guerra e a dor sentida ao comtemplar o espetáculo da loucura dos homens.

## Trama
A história se desenrola na Suécia e gira em torno da vida de Sven Elversson, que se encontra marginalizado e isolado da sociedade por, alegadamente, ter cometido canibalismo para sobreviver durante uma expedição polar. 

## Recepção
O livro obteve uma recepção fria da crítica, que acusava o romance de não possuir a firmeza das obras anterior da autora, sofrendo de uma ideia germinativa muitas vezes não convincente. 